# Jastrzębsko Stare
Jastrzębsko Stare (do 2010 Jastrzębsko) (niem. Friedenhorst) – wieś w Polsce położona w województwie wielkopolskim, w powiecie nowotomyskim, w gminie Nowy Tomyśl. Wieś zamieszkuje 676 osób.
| SIMC    | Nazwa   | Rodzaj    |
| ------- | ------- | --------- |
| 0591099 | Mniszek | część wsi |

Wieś została założona w latach 1710-1712 jako osada olęderska. Oprócz głównej części wsi ma rozproszona zabudowę, typową dla osad olęderskich, z wieloma starymi domami. W centrum wsi na pl. Kościelnym otoczonym dorodnymi lipami i dębami znajduje się poewangelicki kościół Matki Boskiej Królowej Korony Polskiej zbudowany w latach 1908–1914, od 1979 roku będący siedzibą parafii. Na uwagę zasługuje dekorowana płycinami fasada, w którą wtopiona jest wieża. Świątynie otaczają stare lipy i dęby. Przed kościołem znajduje się krzyż wystawiony w tym samym czasie kiedy zakładano parafię.
W 2010 roku wprowadzono nazwę Jastrzębsko Stare, zmieniając poprzednią nazwę wsi Jastrzębsko. Dawniej wieś nazywała się Starojastrzębskie Olędry.
W latach 1954–1959 wieś należała i była siedzibą władz gromady Jastrzębsko Stare, po jej zniesieniu w gromadzie Nowy Tomyśl-Południe. W latach 1975–1998 miejscowość administracyjnie należała do województwa poznańskiego.